# Colonial californiano

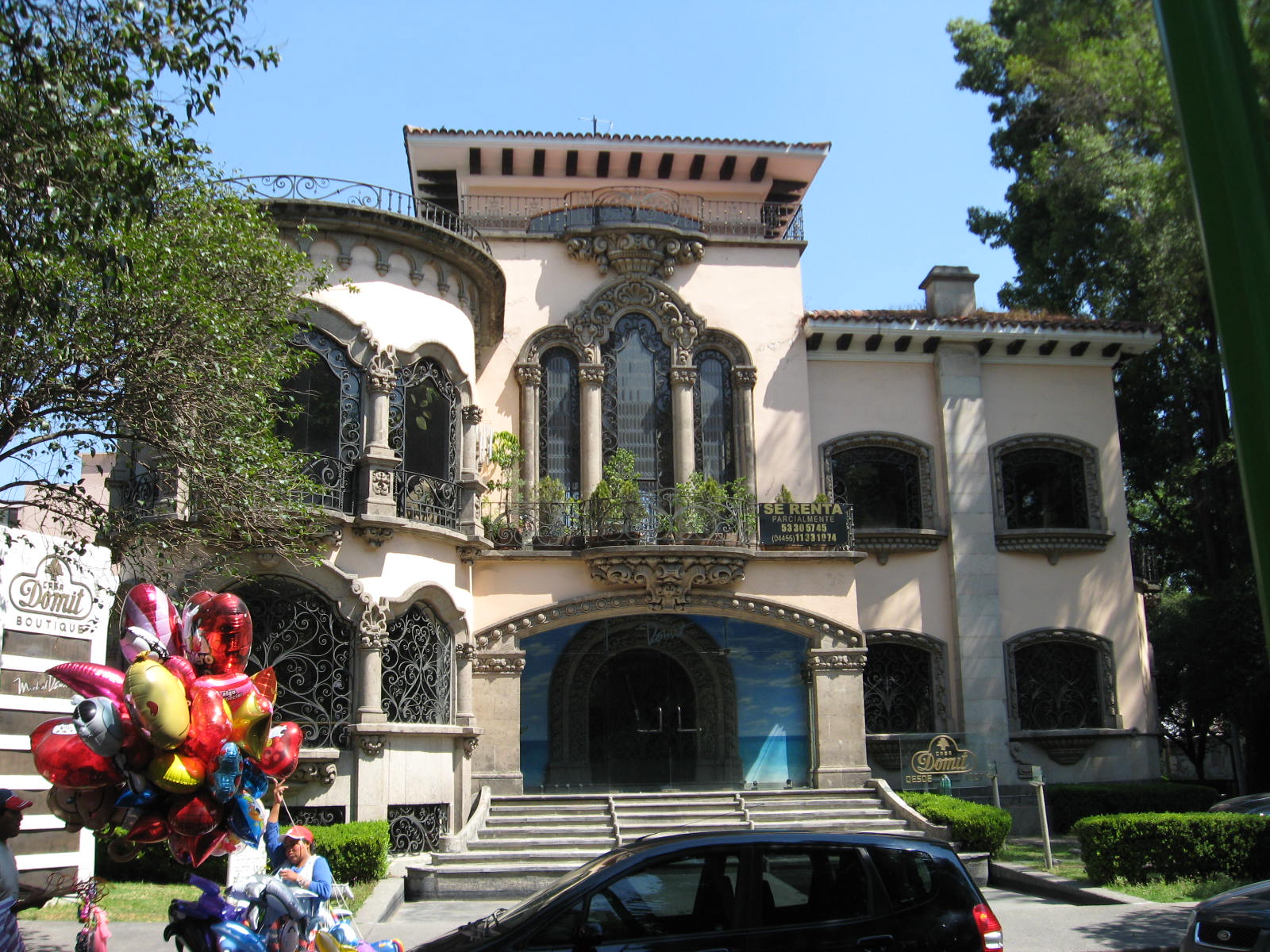
Una casa de estilo colonial californiano, en la zona de Polanco, en la Ciudad de México.

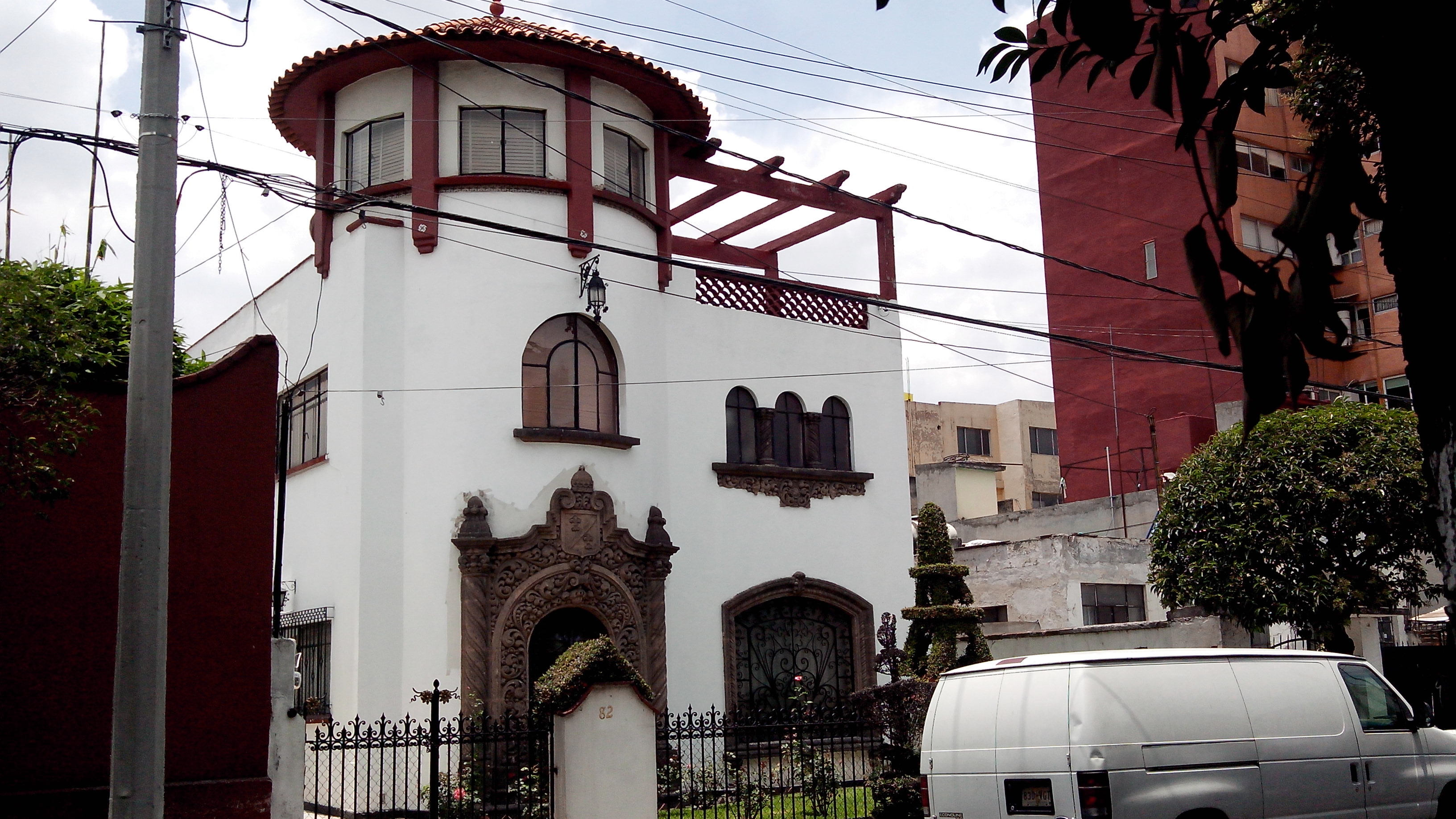
Una casa en la colonia San Pedro de los Pinos.

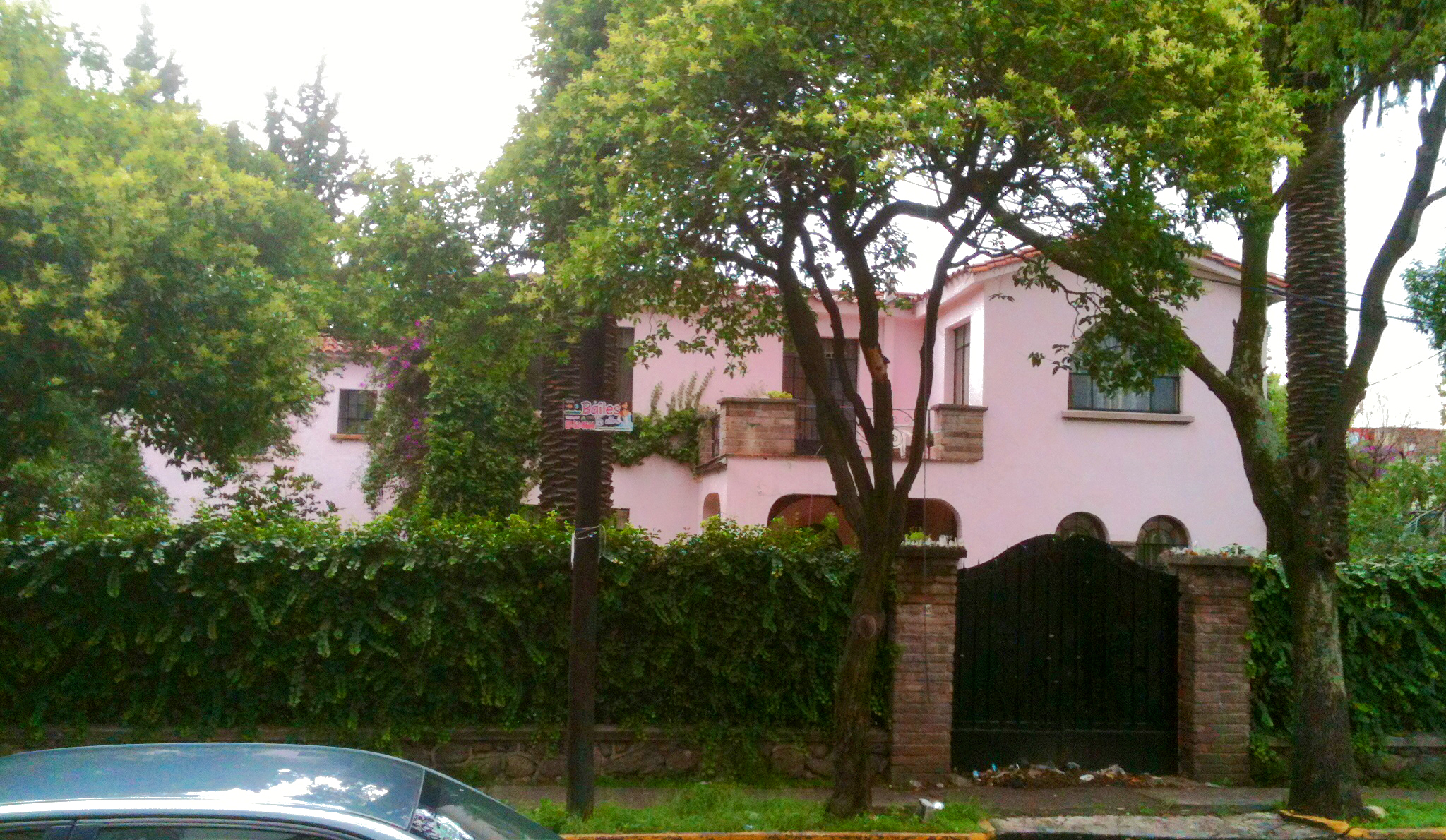
Una casa en la colonia Lindavista.

El llamado colonial californiano o neocolonial es un estilo arquitectónico según el cual se edificaron casas principalmente en la Ciudad de México, específicamente en las colonias Del Valle,  Polanco, Lindavista, Condesa, Cuauhtémoc, Nápoles, Nueva Santa María, Narvarte, Álamos, Guadalupe Inn, Tepeyac Insurgentes, Industrial, Guadalupe Tepeyac, Anzures, Roma Sur y Lomas de Chapultepec. En menor medida se construyeron en Monterrey en torno al Cerro del Obispado y en Guadalajara en la colonia Moderna.
Influidos por el movimiento estilístico español colonial de los Estados Unidos, arquitectos como Carlos Obregón Santacilia, Federico Mariscal, Francisco J. Serrano y Manuel Gorozpe edificaron usando este estilo, en oposición a las influencias europeas internacionalistas y funcionalistas de colegas como Mario Pani, Enrique del Moral o Juan O'Gorman.

Se caracteriza por ser una imitación plástica de la arquitectura neocolonial española (Spanish Colonial Revival) de los Estados Unidos, influido a su vez por las misiones españolas del siglo XVIII y motivado por un sentimiento nacionalista entre los arquitectos de moda que edificaban casas a las clases medias y altas, esta última principalmente compuesta por emigrantes libaneses, judíos y españoles.
"Desde 1928 hasta 1933, las colonias Hipódromo, Condesa, Cuauhtémoc y Lomas de Chapultepec, se llenan de casas de tipo californiano, no del estilo "Polanco" que aparece después, sino del tipo sobrio [...], de aplanados, vanos con cerramientos curvos, rejas de fierro forjado, aleros con teja, etcétera. Este tipo de casa californiana, no satisfacía totalmente a la clase adinerada, que propició más bien una arquitectura "barroca", que es la que se ha bautizado con el nombre de Colonial Californiano. Lo más peculiar de este estilo es la profusa ornamentación, hecha con piedra rosada, natural o artificial, que rodea puertas y ventanas, contrastando con paramentos lisos [...] Introduce columnas salomónicas adosadas, columnas enanas con fustes en forma de barril como jambas de pequeñas ventanas, etcétera" - Israel Katzman, Nacionalismo y Transición